# 멤 퍼다

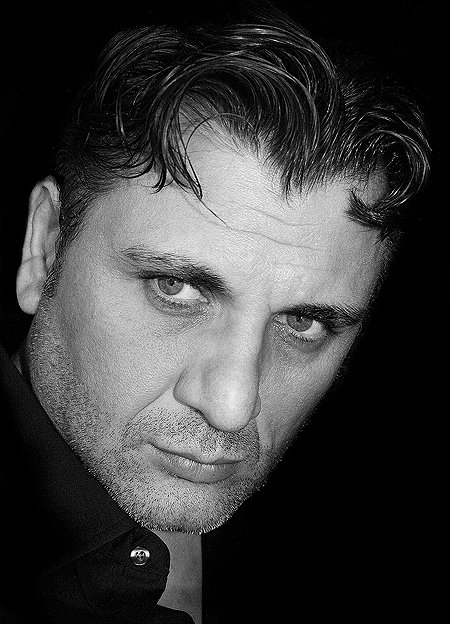

멤 퍼더(Mem Ferda, 1963년 10월 30일 ~ )는 영국의 배우이다.
런던에서 태어났다.

## 영화
- 브레이크다운 (2016년)
- 런던 하이스트 (2015년)
- 미스 유 올레디 (2015년) - 아흐메드 역
- 플라스틱 (2014년) - 타리크 역
- 쥬라기 파크: 아마존 어드벤쳐 (2014년)
- 드래곤파이어 (2013년)
- 일 매너스 (2012년) - 블라드미르 역
- 푸셔: 파이널 프로젝트 (2012년) - 하칸 역
- 레거시 (2010년)
- 데블스 더블 (2010년) - 카멜 한나 역
- 랜드 오브 더 블라인드 (2006년)
- 리볼버 (2005년)